# Fred hviler over land og by
Fred hviler over land og by er en dansk salme og aftensang, der findes i Den Danske Salmebog som nummer 778.
Teksten er af B.S. Ingemann.
Der har dog hersket tvivl om hvor og hvornår, teksten er nedskrevet.
I digtets anden strofe refereres til en dam, og der er uenighed om hvorvidt der refereres til Blegdammen ved København eller Sorø Sø, da B.S. Ingemann har været bosat begge steder.
Melodien til Ingemanns tekst blev oprindeligt komponeret af Rudolph Bay i 1827, hvorefter komponisten Thomas Laub skrev en ny melodi i 1922. Begge melodier er angivet i Den Danske Salmebog, men i Højskolesangbogen findes dog kun Thomas Laubs version.

## Tekst
Ingemanns tekst er udgivet i 1823 i tidsskriftet Harpen.
Den oprindelige tekst har 8 strofer, mens Den Danske Salmebog og andre sangbøger mangler det sidste vers, som lyder:
Fred med hver Aand, som hader mig!

Den skal mig elske vist,

Naar samlet i Guds Himmerig

Vi ham lovprise hist.
I de nye udgaver af sangen er tredje strofes første verselinje ændret fra "Det er saa fredeligt, saa tyst" til "Det er så stille og så tyst".
Det gennemgående rimskema er abab.
Som i flere andre af Ingemanns morgen- og aftensange indgår naturindtryk, her fra: land, månen, sky, stjerne, søen, dammen, dal, kvæld og stjerneskær.
Landet skildres idylliserende som det kendes fra andre af romantikkens værker.
I en kommentar til digtet påpeger Johannes Møllehave at Ingemann skriver om en hjemløs sjæl med "midlertidig plads på jorden" og med "sit sande hjemsted, himlen", eksemplificeret med femte strofes "som du han er en fremmed her".
Møllehave anser "sjælen i eksil" som en af grundtonerne i Ingemanns digtning.
Som du han er en fremmed her:

til Himlen står hans hu;

dog i det stille stjerneskær

han dvæler her som du.
Hvor og hvornår digtet er skrevet har været genstand for en smule polemik i tidsskriftet Danske Studier.
Henrik Ussing fik i 1915 udgivet en kort artikel hvori han undrede sig over at en skribent i et årsskrift havde henlagt digtet til Blegdammen ved København ud fra anden strofes linjer:
Og Søen blank og rolig staaer

Med Himlen i sin Favn;

Paa Dammen fjerne Vogter gaaer

Og lover Herrens Navn.
Ussing argumenterede for at med "Dammen" skulle ikke forstås Blegdammen og med "Vogter" skulle ikke menes en vægter der om natten "tuder i sit Horn for at skræmme Tyve bort" fra tøj lagt til blegning.
Ussing mente derimod at digtet var henlagt til Sorø Sø og at Ingemann med "Dammen" mente en strækning ved den vestlige side af søen samt at vogteren hentydede til en person der vogtede kreaturer ved Damsmosen. Ussing angav også at man fra Ingemanns hus kunne se denne dam.
Hvis digtet er henlagt til Sorø er det skrevet efter eller i forbindelse med at Ingemann fik lektorat ved Sorø Akademi i 1822.
Nogle år efter Ussings udgivelse udgav H.G. Olrik en længere artikel om digtet i samme tidsskrift hvor han kritiserede Ussings analyse. Olrik viste at Ingemann brugte ordet "Dammen" i betydningen "blegdam". Han fandt også at digtets naturindtryk stemte vældig godt med hvad boghandleren Otto B. Wroblewski beskrev om området ved Sortedamssøen og Blegdammen. Olrik argumenterede videre for at Ingemanns aftensang var skrevet i sommeren 1816 eller senest sommeren 1817. Olrik mente at sangen faldt sammen med sårende angreb på Ingemann fra Peder Hjorts og J. L. Heibergs side på denne tid.
Følger man Olrik, så henviser første linjes "Land og Bye" til området omkring Blegdammen og til byen København og "Søen" der i andet strofe "blank og rolig staaer" kan være Sortedamssøen, mens "Ei Verden larmer meer" hentyder til roen uden for København efter dagens støj i byen. Linjerne "Slut Fred, o Hjerte, med hver Sjæl, / Som her Dig ei forstaaer!" og "Fred med hver Aand, som hader mig!" kan så også læses som Ingemanns ønske om fred med kritikerne Hjort og Heiberg.

## Melodi
Fred hviler over land og by har tre populære melodier komponeret af Rudolph Bay i 1827,
Thomas Laub i 1922 og af Niels la Cour.

### Rudolph Bays version
Bays melodi noteres gerne i F-dur og rækker da fra et c til et d, en stor opadgående none fra c'et.
Bay vælger en usædvanlig tilgang til digtets metrik: Første, tredje og fjerde verselinje er optaktsfrit og begynder hver frase i disse linjer med et trisyllabisk taktled.
Derimod er anden verselinje optakt og derefter et bisyllabisk taktled.
Dette er i modsætning til Thomas Laubs version der følger digtet tættere med optakt og bisyllabiske taktled i hver verselinje.
Pia Raug, der indsang Bays version, valgte at ændre i første linje således at hun sang optakt på første strofes første ord (fred) og betoning på andet ord (hviler):
Rudolph Bay forsøgte også at sætte melodi til en anden af romantikkens aftensange, Adam Oehlenschlägers Underlige Aftenlufte. Hans melodi er dog for dette digt fortrængt af en af Carl Nielsens melodier.

### Thomas Laubs Version
Thomas Laubs version er nedskrevet i Koralbogen fra 2003 og noteret i D-dur. Salmen spænder en lille septim fra e1 til d2 og er noteret i 2/4.

## Udgivelser
Teksten var ikke en del af samlingen Morgen- og Aftensange som fik musik af Weyse og udgivet i slutningen af 1830'erne. Sammen med Lyksalig, lyksalig hver sjæl, som har fred! er den dog optaget i en nyere udgave af samlingen af Ingemanns morgen- og aftensange.
Fred hviler over land og by findes i Den Danske Salmebog som nummer 778, tidligere 722. Den er grupperet under "Menneskelivet - Aften", og som melodi angives både Bays og Laubs versioner. Sangbogen fra Edition Wilhelm Hansen indeholder også begge versioner.
I Melodibogen til Højskolesangbogen findes kun Thomas Laubs version.
Man finder Ingemanns digt oversat til esperanto og det skal således forekomme i Fredsvennernes Sanghæfte fra 1904 og Esperanto-Sangbogen fra 1941.

## Indspilninger
Pia Raug og Steve Dobrogosz inkluderede sangen på deres album Håbet fra 1991.
Fred hviler over land og by var titelnummeret på Anne Dorte Michelsens album fra 2001, hvor hun sang 13 gamle danske sange og salmer.
Man finder også sangen på Lene Siels album De stille timer fra 2005.
Både Raug og Michelsen anvendte Bays melodi.
Niels la Cours version er indspillet af DR PigeKoret.
Også Chris Minh Doky har indspillet denne version og den er udgivet på hans album Scenes from a dream.
Bays melodi høres i baggrunden i tv-serien 1864 i scenen der skildrer de danske soldater natten før stormen den 18. april.